# Divisor de frecuencia
Se llama divisor de frecuencia a un dispositivo electrónico que divide la frecuencia de entrada en una relación casi siempre entera o racional. La forma de la señal de salida puede ser simétrica o asimétrica. La señal de entrada frecuentemente tiene forma de una onda cuadrada pero también puede ser sinusoidal o de otras formas.
Suelen estar formados por contadores digitales. Se pueden obtener relaciones de frecuencia no enteras utilizando contadores de módulo variable, por ejemplo, si a cada pulso de salida se cambia el módulo del contador entre 2 y 3, se obtiene una relación de frecuencias de 5:2.